# Sympherta sulcata
Sympherta sulcata là một loài tò vò trong họ Ichneumonidae.